# Hysen Memolla
Hysen Memolla (Kavaja, 1992. július 3. –) albán válogatott labdarúgó, a Diósgyőri VTK játékosa.

## Pályafutása

### Klubcsapatokban
Memolla felnőtt pályafutását az olasz Martina Franca csapatánál kezdte, melynek négy éven át volt tagja. A 2015-2016-os szezonban a szlovén élvonalbeli Koper labdarúgója volt. 2016 és 2019 között a horvát Hajduk Split játékosa volt. 2019 tavaszán az olasz másodosztályú Salernitana színeiben négy bajnoki mérkőzésen lépett pályára, a csapatnak sikerült bent maradnia a másodosztályban. 2019 őszén a finn élvonalbeli KPV csapatával már nem sikerült elkerülnie a kiesést. 2019 decembere óta a Diósgyőri VTK játékosa.

### A válogatottban
Memolla 2017. szeptember 5-én debütált az albán labdarúgó-válogatottban egy Macedónia elleni világbajnoki selejtezőmérkőzésen.

#### Mérkőzései az albán válogatottban
| #  | Dátum               | Ellenfél      | Eredmény | Kiírás              | Esemény |
| -- | ------------------- | ------------- | -------- | ------------------- | ------- |
| 1. | 2017. szeptember 5. | Macedónia     | 1 – 1    | Vb-selejtező        | 73'     |
| 2. | 2017. október 6.    | Spanyolország | 0 – 3    | Vb-selejtező        | 46'     |
| 3. | 2018. június 3.     | Ukrajna       | 1 – 4    | barátságos mérkőzés | 46'     |
| 4. | 2020. október 11.   | Kazahsztán    | 0 – 0    | Nemzetek Ligája     | 82'     |